# Santuario della Beata Vergine del Santo Rosario
Il santuario della Beata Vergine del santo Rosario è un luogo di culto cattolico dalle forme barocche e neobarocche, situato in viale IV Novembre 19 a Fontanellato, in provincia e diocesi di Parma. Meta di pellegrinaggio da secoli, è oggetto di grande devozione da parte dei fedeli.

## Storia
Nel 1512 la contessa Veronica da Correggio, vedova di Giacomo Antonio Sanvitale, chiamò a Fontanellato un gruppo di frati domenicani del convento di Santa Maria delle Grazie di Zibello, edificato a partire dal 1494 per volere del marchese Giovan Francesco Pallavicino; i marchesi Galeotti di Soragna donarono loro il trecentesco oratorio di San Giuseppe, che sorgeva nei pressi della rocca, mentre la sovrana cedette all'ordine il terreno adiacente, su cui furono avviati i lavori di costruzione di un convento, completato assieme alla nuova chiesa nel 1514.
Nel 1521, durante gli scontri fra le truppe francesi e imperiali, la struttura subì saccheggi e assalti, costringendo i frati ad abbandonarla per rifugiarsi nel vicino castello; soltanto con la pace del 1531 i domenicani rientrarono nel convento, avviandone i lavori di restauro.
Già nel 1543 i conti Sanvitale furono costretti ad abbattere l'intera struttura, per ricavare celermente i mattoni necessari alla costruzione della cinta muraria del borgo, minacciato dalle truppe milanesi; nel 1550 i frati si trasferirono nel monastero benedettino di Priorato, prima di rientrare nel 1552 nel distrutto monastero di San Giuseppe, che ricostruirono completamente.
Negli ultimi anni del XVI secolo fu istituita nella chiesa conventuale una confraternita dedicata alla Madonna del Rosario, con propria cappella, il cui altare nel 1615 fu arricchito con una statua lignea della Vergine vestita con sfarzosi abiti, scolpita da un ignoto artista parmigiano. Già nel 1628 fu associato alla Madonna di Fontanellato il primo miracolo, in seguito approvato dalla Diocesi di Parma; la successiva peste del 1630 riguardò il borgo di Fontanellato solo marginalmente, accrescendo tra i fedeli la fama taumaturgica della Madonna del Rosario. Durante la guerra che in quegli anni interessò il ducato di Parma e Piacenza, attaccato dalle truppe spagnole, la statua fu trasferita nella chiesa di San Pietro Martire di Parma, ove rimase fino al 1637.
La forte devozione popolare, dovuta anche ai successivi miracoli che furono associati alla Vergine del Rosario, spinse i domenicani a intraprendere dal 1641 i lavori di costruzione all'esterno del paese di una nuova chiesa più ampia e più ricca, in grado di accogliere i numerosi fedeli che vi si recavano in pellegrinaggio; il luogo di culto barocco fu completato, grazie prevalentemente ai finanziamenti della famiglia Sanvitale, con la solenne consacrazione del 18 agosto del 1660, alla presenza del vescovo di Fidenza Alessandro Pallavicino.
Negli anni seguenti la chiesa fu decorata con numerose opere d'arte e nel 1672 fu avviata anche l'edificazione del vicino convento, completato intorno al 1700; la facciata del tempio, molto più semplice dell'attuale, fu terminata nel 1680, mentre l'organo fu aggiunto nel 1699. Le testimonianze di miracoli e grazie ricevute si sommarono negli anni, tanto da essere raccolte in apposite pubblicazioni curate dai frati.
Nel 1769 il primo ministro ducale Guillaume du Tillot decretò l'allontanamento dei domenicani dal convento, ma già nel 1775 il duca Ferdinando di Borbone li richiamò, riaffidando loro il santuario. Nel 1805 i decreti napoleonici decretarono la soppressione degli ordini religiosi, causando la dispersione dei frati; il conte Stefano Sanvitale ottenne dall'imperatore francese la possibilità di trasformare il santuario nella sede della scuola femminile delle Figlie della Carità e il convento nella sede della scuola maschile di Santo Stefano, rinominata in seguito "Corpo dell'industria" e gestita dall'ex priore benedettino.
Nel 1816 la nuova duchessa Maria Luigia concesse alle monache di clausura domenicane la possibilità di occupare l'ex convento dei padri domenicani, i quali a loro volta avviarono i lavori di costruzione di un ospizio di fronte alla facciata della chiesa, completato nel 1822. Il tempio fu in seguito restaurato tra il 1858 e il 1860.
Nel 1866 il regio decreto di soppressione degli Ordini e delle Corporazioni religiose colpì nuovamente il convento delle domenicane e l'ospizio dei frati, che passarono al Comune di Fontanellato, mentre le proprietà annesse furono incamerate dal Demanio pubblico; una decina d'anni dopo i domenicani riacquistarono l'intera struttura, rientrandovi in seguito alla solenne consacrazione del santuario avvenuta il 13 maggio del 1877 alla presenza del vescovo di Parma Domenico Maria Villa.
Il 26 settembre del 1903 il papa Pio X elevò la chiesa alla dignità di basilica minore.
Tra il 1913 e il 1920 furono edificati in stile neobarocco la nuova monumentale facciata del santuario e il corpo aggettante sul lato sud, su progetto dell'architetto Lamberto Cusani; davanti alla chiesa fu inoltre sistemata una statua bronzea del beato cardinale Andrea Carlo Ferrari, realizzata dallo scultore Amleto Cataldi.
Nel 1925 furono avviati i lavori di costruzione di un orfanotrofio in adiacenza al convento; il palazzo, quasi interamente completato nel 1940, fu requisito durante la seconda guerra mondiale e adibito dapprima a prigione e successivamente a scuola per allievi ufficiali repubblichini; la struttura, bombardata dagli Alleati, fu terminata e aperta agli orfani nel 1948, ma chiusa nel 1982 a causa delle leggi regionali.
Nel 1971 fu realizzato sulle rovine del convento ottocentesco l'ampio piazzale antistante il santuario, affiancato a nord da un lungo porticato, su progetto dell'architetto Enea Trenti. Nel 1978 fu inoltre edificato il chiostro all'interno del nuovo convento dei domenicani, mentre nel 1996 fu aperta la Casa del pellegrino nei locali in precedenza occupati dall'orfanotrofio.
Nel 1997 l'interno della chiesa fu sottoposto a completo restauro.

## Descrizione

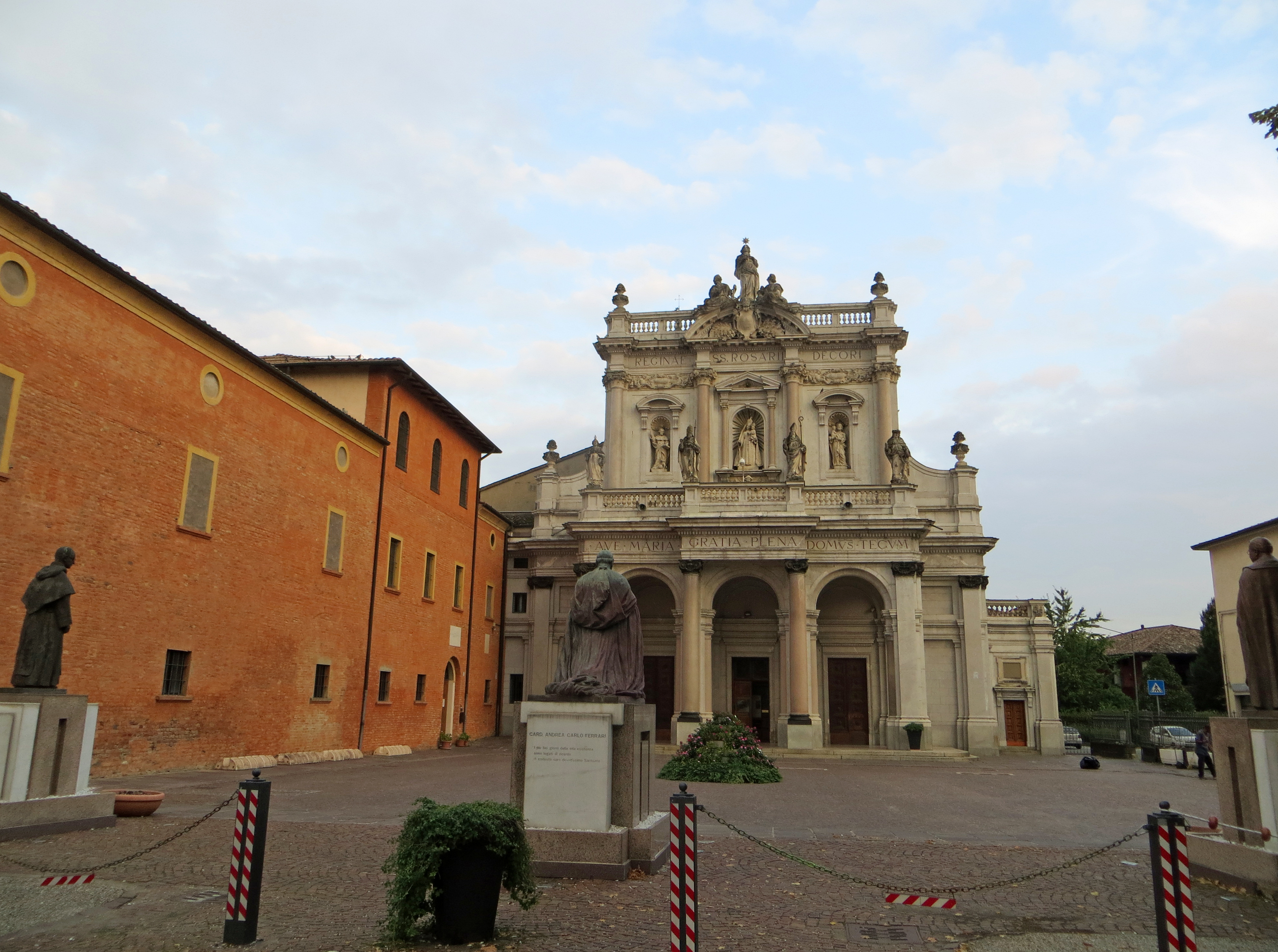
Facciata

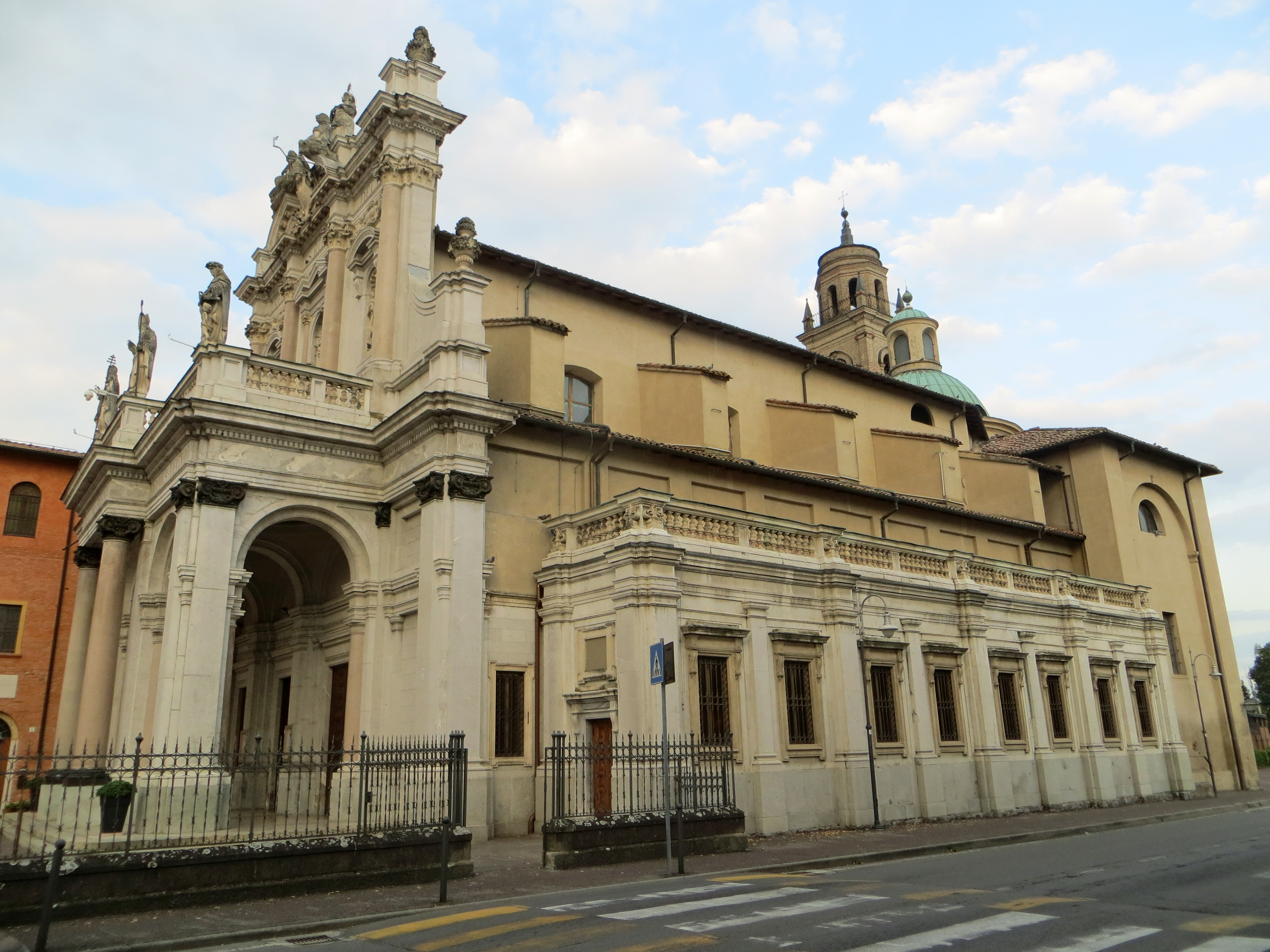
Lato sud

La chiesa si sviluppa su una pianta a croce latina, con navata unica e quattro cappelle per lato, oltre a transetto e coro di ampiezza limitata.
La monumentale facciata neobarocca, interamente realizzata in marmo bianco, è preceduta nel mezzo da un ampio porticato, innalzato su quattro pilastri arricchiti da lesene e, ai lati dell'arco a tutto sesto centrale, due colonne con capitelli ionici in bronzo, oltre a più basse semicolonne tuscaniche, architravi e fregi; a coronamento si eleva un'elegante balaustra con colonnine, a sostegno di quattro statue di santi; le due sculture più esterne, raffiguranti San Ludovico Bertrando e Santa Rosa da Lima, provengono dalla facciata originaria, al pari di quelle rappresentanti San Domenico e San Giuseppe, collocate nelle due nicchie laterali del prospetto. L'alta fronte, caratterizzata al livello inferiore dalle stesse decorazioni del porticato, superiormente è scandita da quattro semicolonne con capitelli corinzi, a sostegno dell'elaborato architrave con fregio aggettante; tre grandi nicchie con cornici, colonne e timpani racchiudono altrettante statue, di cui quella centrale raffigurante la Madonna del Rosario di Fontanellato; in sommità si staglia il ricchissimo frontone circolare centrale, ornato con stemmi e rilievi e coronato dalle tre statue della Speranza, Carità e, al centro, Fede; ai lati si sviluppano due eleganti balaustre con colonnine, che si concludono alle estremità nei basamenti di due vasi. Tutte le sculture novecentesche furono realizzate da Pietro Morseletto su disegno dell'architetto Lamberto Cusani.
Il lato sud è arricchito dal corpo marmoreo aggettante contenente la Galleria dei confessionali; la struttura a un piano solo, aggiunta nel 1920 dal Cusani, è scandita da una serie di semipilastri semplici e doppi in alternanza, arricchiti da capitelli dorici; le numerose finestre sono inquadrate da cornici con volute e architrave di coronamento; in sommità si innalza la lunga balaustra con colonnine, analoga a quelle presenti sulla facciata.
Dal tetto a due falde emerge in corrispondenza del presbiterio la cupola barocca con lanterna, rimasta inalterata nonostante il progetto del Cusani, che prevedeva anche il rifacimento dell'originaria torre campanaria in laterizio; i lavori non furono mai avviati per mancanza di fondi.

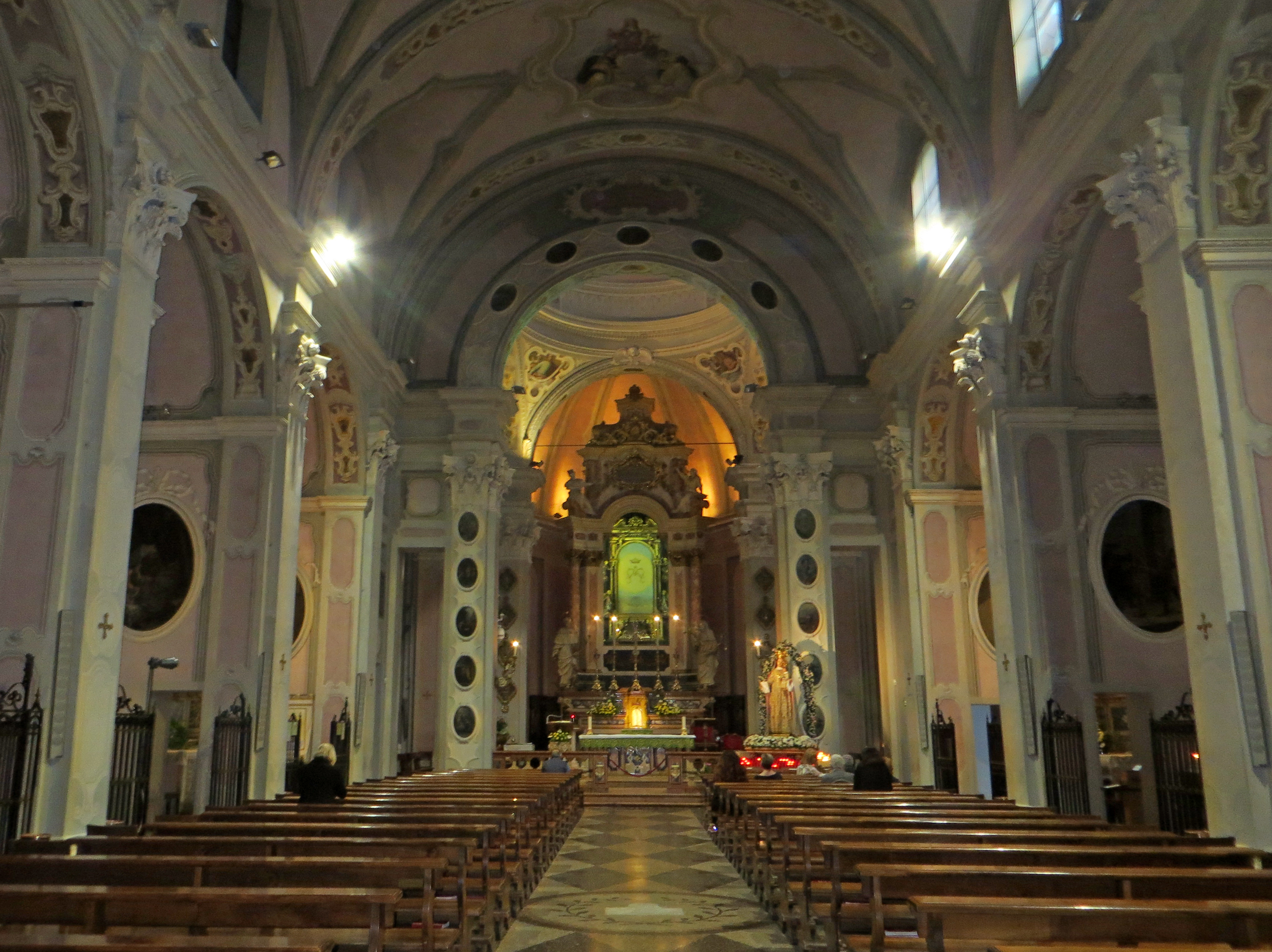
Navata

All'interno la simmetrica navata è coperta da una volta a botte lunettata, suddivisa in quattro campate e decorata sullo sfondo rosato con affreschi realizzati da Pietro Rubini nel 1731; i dipinti raffigurano in quattro elaborate cornici centrali la Madonna che consegna la corona del Rosario a San Domenico, la Madonna che raccoglie sotto il suo manto i figli di San Domenico, la Madonna che ottiene dal Figlio di inviare San Domenico a predicare a tutte le genti e la Madonna del Rosario con due santi domenicani. Il pavimento alla veneziana dell'aula risale al 1817.
Ai lati si innalza una serie di lesene con capitelli corinzi in stucco, che scandiscono quattro arcate a tutto sesto per parte; al loro interno si aprono le cappelle.

### Presbiterio
Il presbiterio, coperto da una cupola decorata con stucchi e affreschi e pavimentato con marmi donati dal conte Alessandro III Sanvitale e dalla moglie Paola Simonetta nel 1684, è preceduto dall'arcata a tutto sesto ornata con 15 ovali raffiguranti i Misteri del Rosario; ai suoi piedi si innalza una balaustra marmorea, contraddistinta dagli stemmi dei Sanvitale.
Al centro è posto l'altare maggiore a mensa, costituito da alcune porzioni dell'altare del duomo di Parma. Alle sue spalle si innalza una monumentale edicola in marmi policromi, affiancata dalle statue lignee di San Domenico e Santa Caterina; il tempietto, realizzato nel 1650 da Giovanbattista Guerrini su disegno dell'architetto Carlo Natali, è costituito da due alte colonne in marmo rosa con capitelli corinzi, affiancate da pilastri ai lati dell'edicola, contenente la statua della Madonna del Rosario del 1615; a coronamento si staglia un imponente frontone ad arco, arricchito da cornici, statue e fastigio ligneo intagliato e dorato.
Sul retro dell'altare si apre una piccola cappella-oratorio, contenente l'affresco della Beata Vergine del Rosario.
L'abside poligonale è arricchito dal barocco coro in legno, eseguito probabilmente dallo scultore Giulio Seletti nella prima metà del XVIII secolo.
I due lati del transetto ospitano due dipinti raffiguranti la Strage degli Innocenti e i Miracoli della Vergine, realizzati nella seconda metà del XVII secolo da Pietro Rubini.

### Cappelle
Le otto cappelle, uguali per forma e dimensioni, ospitano altari con paliotti in scagliola policroma realizzati nel 1701 da Marco Mazelio; le sette pale e il crocifisso risalgono alla seconda metà del XVII secolo; le coppie di tondi poste ai lati di ciascuna cappella, raffiguranti i 16 miracoli Ovati della Madonna di Fontanellato, furono invece dipinte all'interno di cornici in stucco da Pietro Rubini verso il 1731.

#### Lato destro

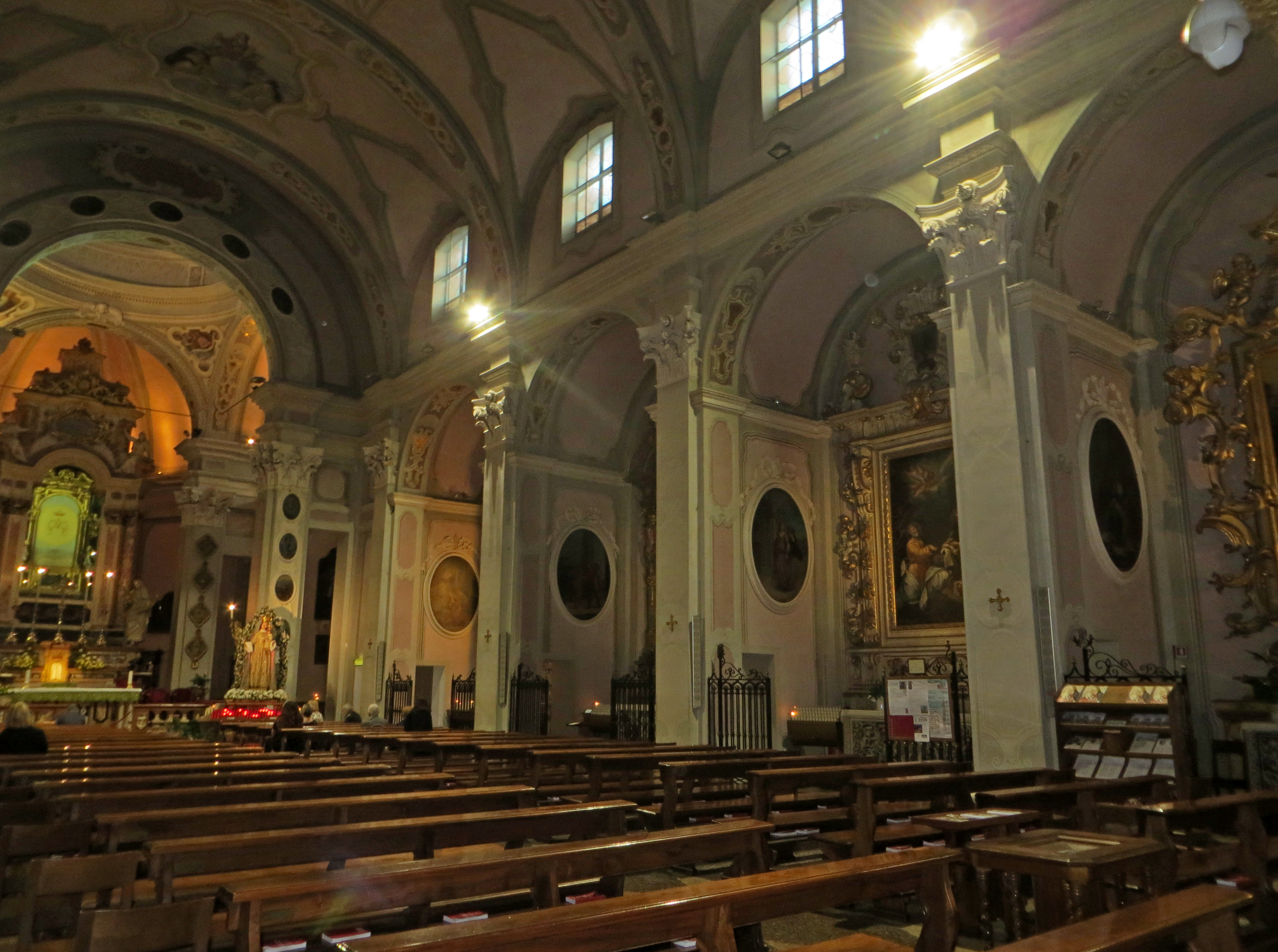
Lato destro

La prima cappella a partire dall'ingresso, dedicata alla Santità domenicana, ospita sull'altare una ricchissima ancona lignea barocca dorata, ricca di intagli e coronata da sculture di angeli, risalente ai primi anni del XVIII secolo; al suo interno si staglia la pala raffigurante i Santi Domenico, Vincenzo Ferrari, Ludovico Bertrando, Antonino Pierozzi, Caterina da Siena e Agnese da Montepulciano, dipinta nel 1669.
La seconda cappella, dedicata a san Tommaso, ospita sull'altare un'ancona lignea barocca bianca e dorata, decorata con rilievi e coronata da un grande stemma rappresentante un albero, risalente al 1706; al suo interno si staglia la pala raffigurante i Santi Paolo, Tommaso d'Aquino e Pietro, dipinta nel 1665.
La terza cappella, dedicata all'apparizione di san Domenico a Soriano, ospita sull'altare un'ancona lignea tardo-manierista dorata, decorata con rilievi e cariatidi e coronata da un frontone circolare spezzato, risalente al 1706; al suo interno si staglia la pala raffigurante l'Apparizione di San Domenico a Soriano, dipinta nel 1666 e donata dalla contessa Lucrezia Cesi Sanvitale.
La quarta cappella, oggi dedicata a san Giuseppe ma in origine intitolata alla Circoncisione, ospita sull'altare un'ancona lignea barocca dorata, decorata con rilievi e colonne tortili con capitelli corinzi e coronata da un frontone triangolare spezzato con lo stemma centrale dei domenicani, risalente ai primi anni del XVIII secolo; al suo interno si staglia la statua in legno raffigurante San Giuseppe, realizzata nel XIX secolo.

#### Lato sinistro

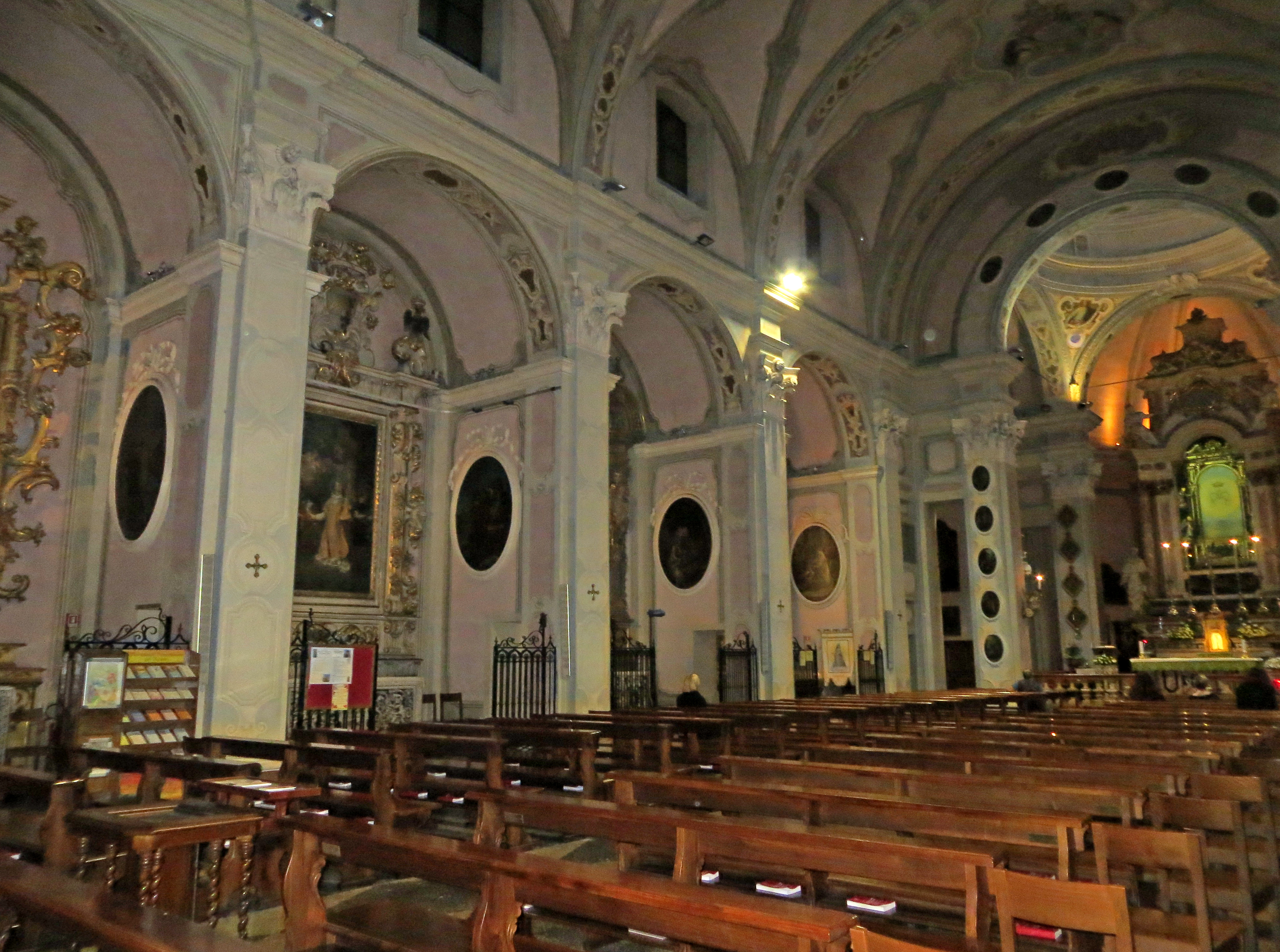
Lato sinistro

La prima cappella a partire dall'ingresso, dedicata al miracolo di san Raimondo, ospita sull'altare una ricchissima ancona lignea barocca dorata, uguale a quella della cappella di fronte; al suo interno si staglia la pala raffigurante il Miracolo di San Raimondo, dipinta nel 1669.
La seconda cappella, dedicata a san Giacinto, ospita sull'altare un'ancona lignea barocca bianca e dorata, uguale a quella della cappella di fronte a eccezione dello stemma, in questo caso affiancato da due aquile; al suo interno si staglia la pala raffigurante il Miracolo di San Giacinto, dipinta nel 1669.
La terza cappella, oggi dedicata alla Circoncisione, ospita sull'altare un'ancona lignea tardo-manierista dorata, uguale a quella della cappella di fronte a eccezione dello stemma, in questo caso dei Farnese; al suo interno si staglia la pala raffigurante la Circoncisione, dipinta nel 1663.
La quarta cappella, dedicata al Crocifisso, ospita sull'altare un'ancona lignea barocca dorata, uguale a quella della cappella di fronte; al suo interno si staglia, davanti allo sfondo dipinto con un paesaggio collinare, la statua in legno raffigurante il Crocifisso, realizzata nel 1663.

### Organo

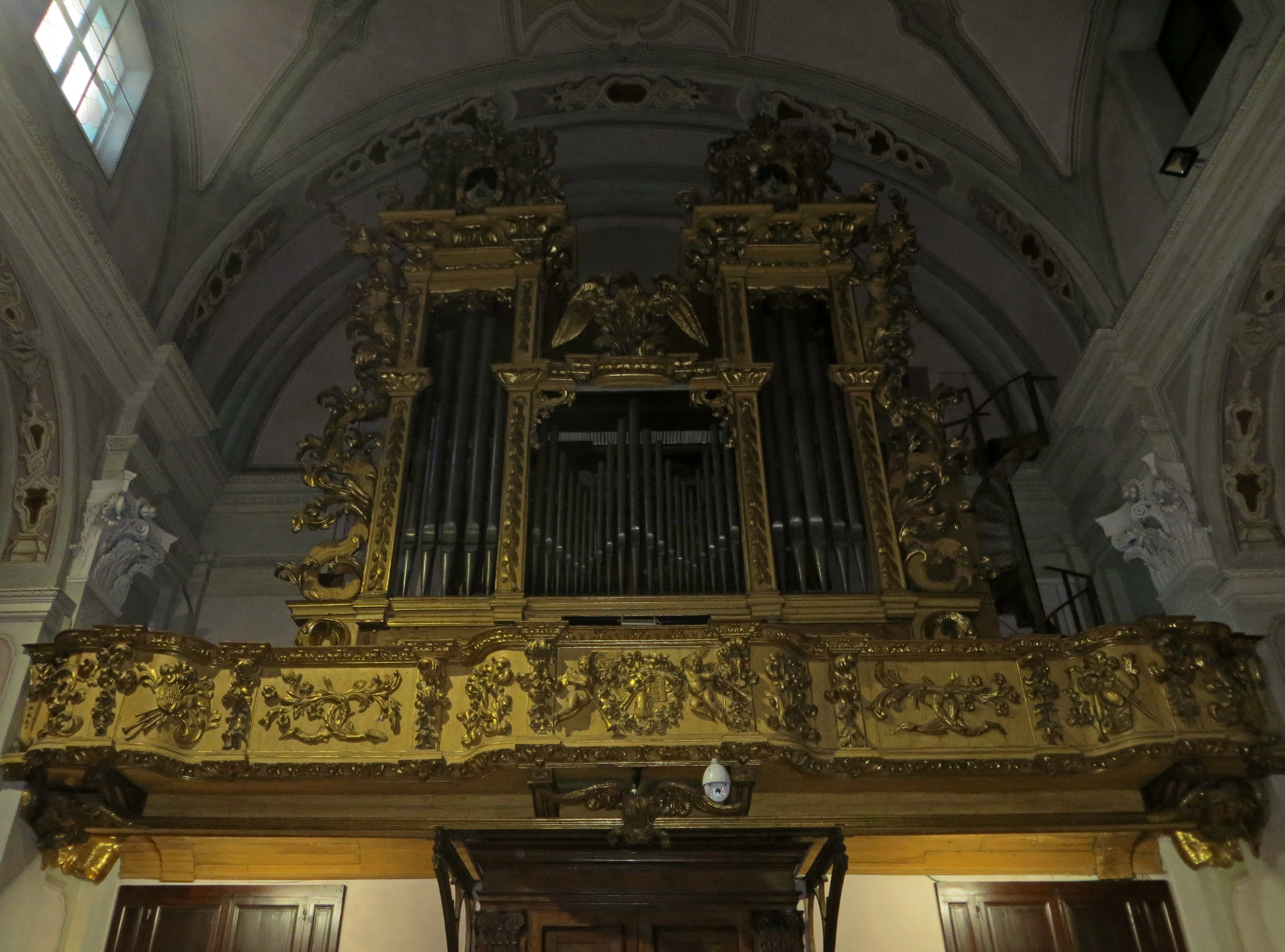
Organo

Sopra all'ingresso della chiesa è posizionato, all'interno di una sfarzosa cantoria lignea barocca finemente intagliata e decorata con statue di putti, un grande organo, realizzato nel 1699 probabilmente dal cremonese Giulio Sacchi; lo strumento a canne, dotato di due tastiere, pedaliera e svariati registri, fu sottoposto a una completa ristrutturazione nel 1900 e a un restauro nel 1986.

### Galleria delle grazie ricevute
Oltre la sagrestia si allunga la Galleria delle grazie ricevute, che raccoglie sulle pareti un'ingente quantità di ex voto offerti dai fedeli.
Gli oggetti più antichi, spesso costituiti da tavolette e quadretti su tela o legno, risalgono al XVII secolo, a partire già dal 1628, lo stesso anno del primo miracolo ufficialmente riconosciuto dalla Diocesi di Parma; nel XIX secolo iniziò la diffusione dei cuori metallici, cui si aggiunsero presto gli articoli di giornale e le prime fotografie.

### Piazzale e convento dei domenicani

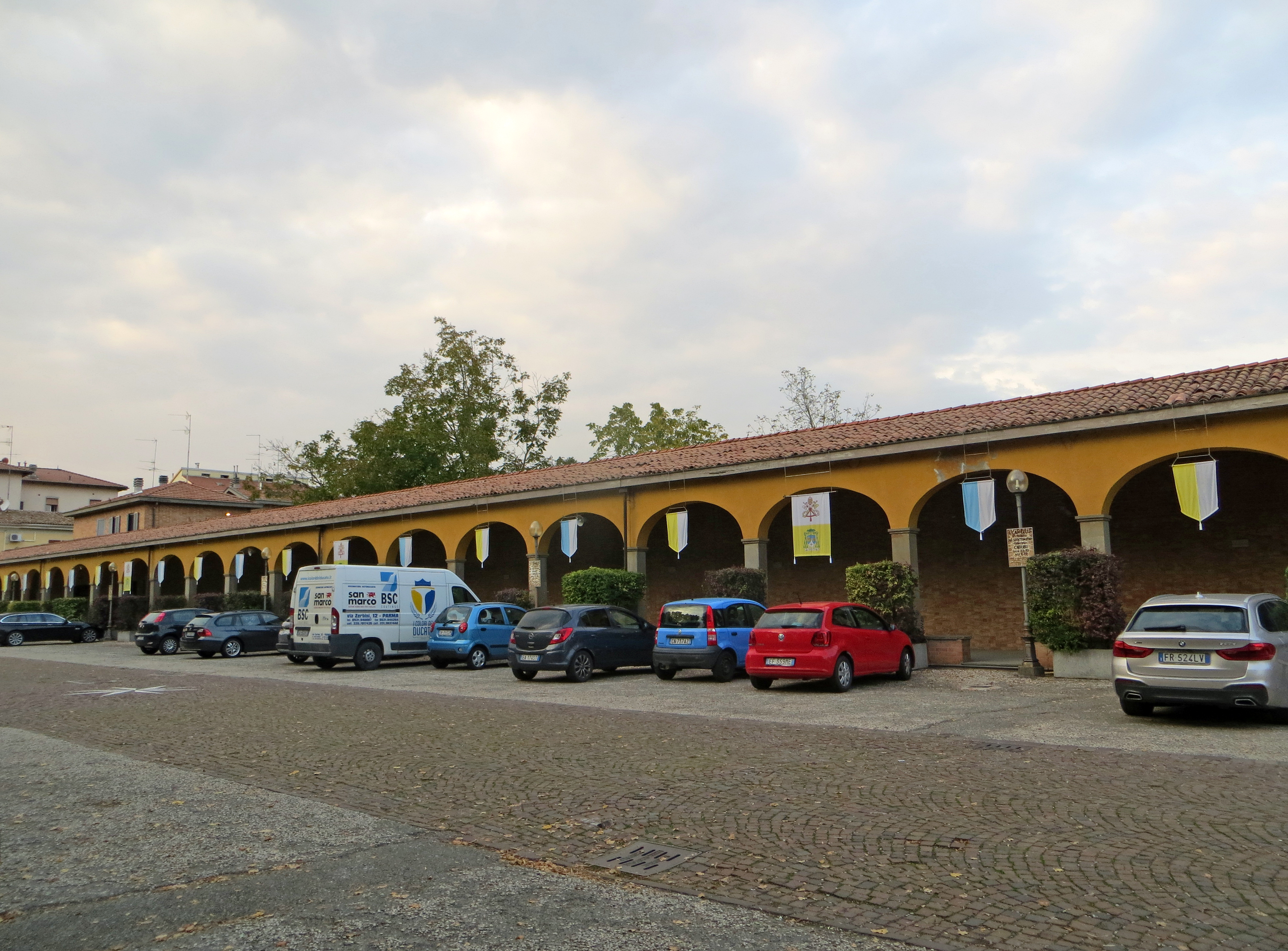
Piazzale

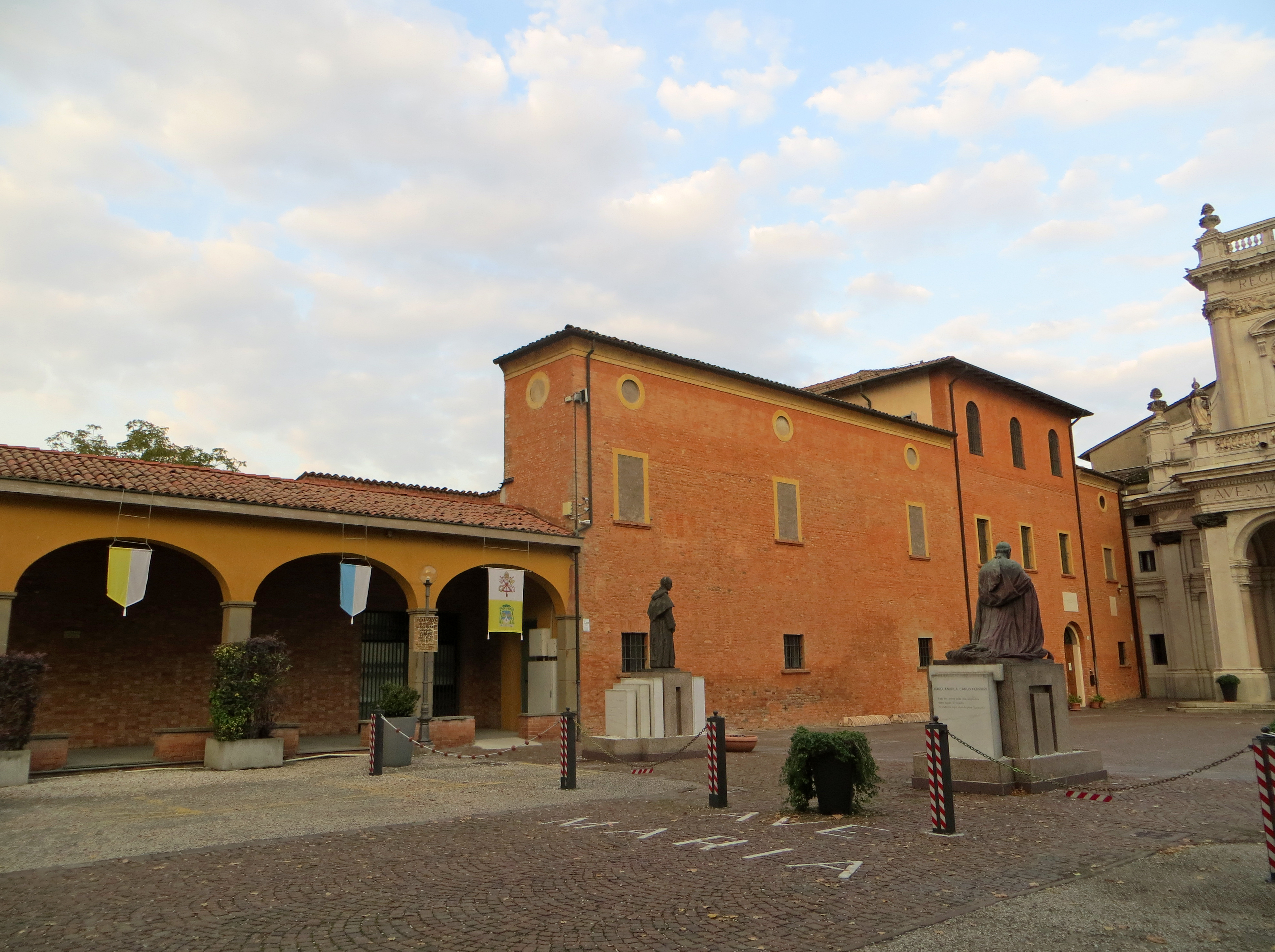
Casa del Pellegrino

Il piazzale antistante la chiesa, affiancato sul lato settentrionale dal lungo porticato ad arcate a sesto ribassato poggianti su pilastri, ospita tre statue bronzee raffiguranti il venerabile Giocondo Pio Lorgna, il beato Andrea Carlo Ferrari e san Guido Maria Conforti.
Sulla sinistra del santuario si erge un ampio edificio rivestito in mattoni, che ospita dal 1996 la Casa del pellegrino; la struttura, risalente alla prima metà del XX secolo, si sviluppa attorno a un vesto cortile centrale quadrato, con giardino alle spalle. Il convento dei domenicani, intitolato a san Giuseppe, è invece collocato sul retro del tempio, all'interno di un moderno edificio rivestito in laterizio.